# Momčilo Vukotić
Momčilo Vukotić (szerb cirill betűkkel: Moмчилo Bукoтић; Belgrád, 1950. június 2. – Belgrád, 2021. december 3.) szerb labdarúgó, edző.

## Pályafutása

### A válogatottban
1969–1974 között 14 alkalommal szerepelt a jugoszláv válogatottban és 4 gólt szerzett. Részt vett az 1976-os Európa-bajnokságon.

## Sikerei, díjai

### Játékosként
FK Partizan
- Jugoszláv bajnok (3): 1975–76, 1977–78, 1982–83

### Edzőként
FK Partizan
- Jugoszláv kupa (1): 1988–89

Apóllon Lemeszú
- Ciprusi bajnok (1): 1993–94